# Inflorescence sans feuille

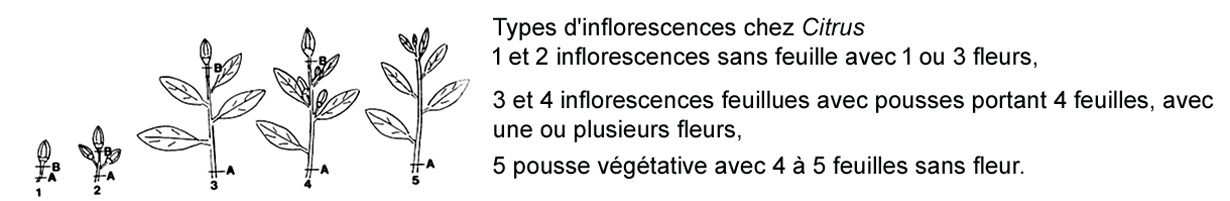
Types d'inflorescences chez l'oranger doux et C. x paradisi. A droite inflorescence sans feuille à 1 ou 3 fleurs. Elles sont moins bien alimentées que les inflorescences feuillues et engendrent difficilement des fruits plus petits.

L'inflorescence sans feuille est, chez les plantes, la floraison sur un rameau ou une tige non feuillu ou sans nouvelles feuilles de l’année, elle est spécialement décrite et étudiée chez Citrus où elle constitue un type de floraison qui handicape la production de fruits.

## Dénomination
On parle aussi couramment de floraison blanche en anglais bouquet bloom, white blossom. Alphonse de Candolle (1837) parle des inflorescences sur rameau sans feuille comme une anormalité. L. Faucheron (1906), M. F. Gagnepain (1909) emploient l’expression: inflorescence sans feuille.
Reece (1945) nomme le phénomène leafless inflorescence chez Citrus. En français, l'expression inflorescence sans feuille est utilisée depuis, Camille Jacquemond et al. parlent (2013) d’inflorescence avec ou sans feuille chez le clémentinier. C. J. Lovatt et Streeter dans leurs travaux sur l'orange navel assimilent les pousses florifères sans feuilles et celles de moins d'une feuille par fleur, les deux débourrent et nouent plus tôt que les inflorescences feuillues.

## Histoire
En 1872 Charles Naudin construit une théorie les floraisons successives et différentes de P. trifoliata, et en 1874 M.C. Roumeguère décrit chez C. australis une floraison hâtive qui ne noue pas.
C’est Philip C. Reece qui développe dans les Actes de l'American Society For Horticultural Science Vol-46 (1945) une recherche sur La relation entre l’évolution de la floraison et la mise à fruit chez l'orange douce. Il distingue la floraison de nouvelles pousses portant des feuilles et des fleurs à leur aisselle sur le bois neuf (inflorescences feuillues) par opposition à floraison sans feuilles nouvelles qui se produit généralement sur du vieux bois. Chez l’oranger doux l'inflorescence feuillue produit entre 3 et 3,7 fois plus de fruits que l'inflorescence sans feuille. «Car 9,9 % des inflorescences feuillues produisaient des fruits, contre seulement 3,4 % pour les sans feuilles et la première a davantage de fleurs (multiple de l’ordre de 1,3)». Les fleurs des inflorescences feuillues sont moins sensibles la dominance apicale (le fruit est bien fixé, même loin de l’extrémité du rameau) d'où sa proposition: «la récolte pourrait être considérablement augmentée si seulement un léger déplacement des inflorescences sans feuilles vers le type feuillu pouvait être provoqué ».

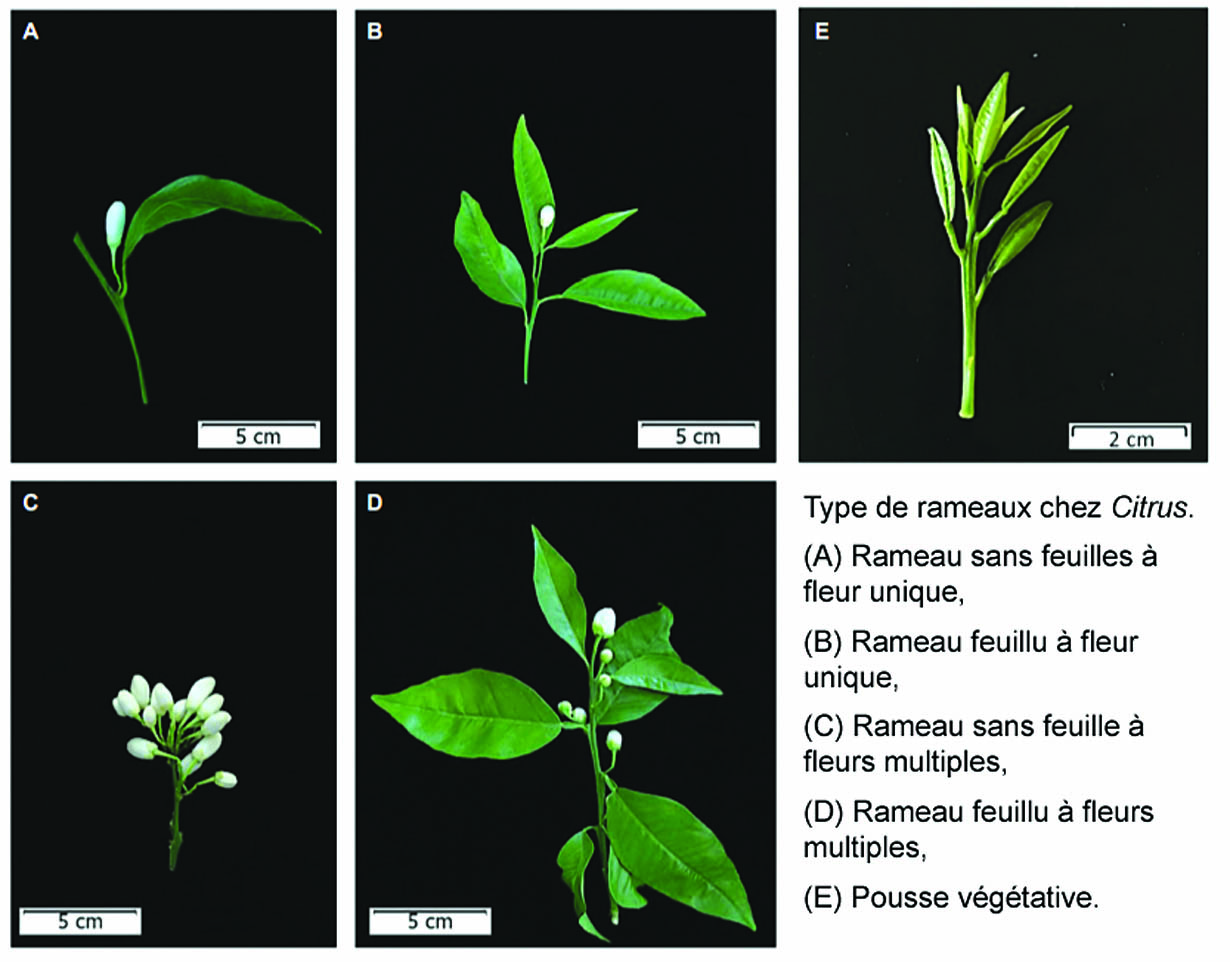
Type de rameaux nouveaux chez Citrus. Selon Camille Jacquemond (2013) le type B se trouve dans les 2/3 supérieurs de l'arbre et a la meilleure nouaison; le type a se trouve en bas de l'arbre et des fruits petits et de moins bonne qualité - Photo Manuel Agustí et al. (2022).

## Causes et mécanismes

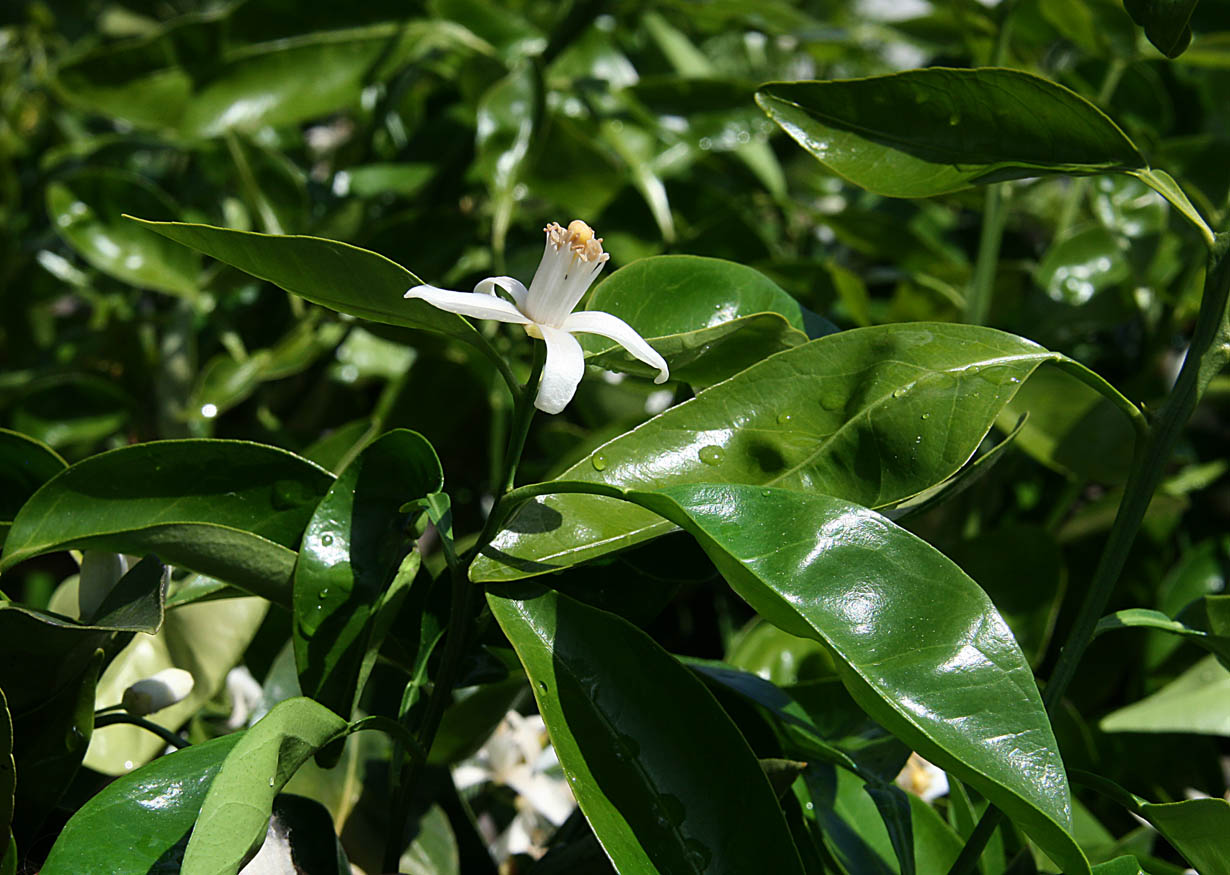
Pousse à grandes feuilles et à bouton floral terminal unique (C. tamurana) généralement en haut de l'arbre, bon taux de nouaison et donnera un fruit de gros calibre (C. Jaquemond et al. 2013)

Beaucoup d'observations ont été accumulées avant que l'apport de la génétique ne facilite la compréhension, pour autant tout n'est pas expliqué, par exemple certaines variétés d'oranges (les Valencia et les Navel) et la mandarine Baladuy feraient davantage d'inflorescences sans feuille que d'inflorescences feuillues.

### Alimentation du fruit
Moss (1972) montre que le développement du fruit nécessite un apport en carbone par les feuilles adjacentes. Dans l'inflorescence feuillue la surface foliaire (1,24 dm2) et la capacité photosynthétique suffisent aux besoins du fruit. En revanche, dans inflorescence sans feuille les vieilles feuilles ont une capacité photosynthétique et une surface insuffisantes. Une publication sud-africaine (1994) indique que dans le Transvaal oriental où les conditions de température sont élevées, l'assimilation nette de CO2 des fleurs feuillues et sans feuilles est faible et similaire pendant toutes les périodes de développement.
En 1996 Yair Erner et al. étudient (chez l'orange de Jaffa et le C. x paradisi Marsh) les déterminants de la nouaison et de la floraison. Ils mettent en évidence des différences structurelles de vascularisation. «La nouaison est favorisée sur les inflorescences feuillues tandis que l'avortement est presque complet sur les inflorescences sans feuilles. Les inflorescences sans feuilles de l'orange Shamouti à une fleur ont une tige très fine contenant peu de faisceaux vasculaires, tandis que celles à trois fleurs avaient des systèmes vasculaires mieux développés. Le système vasculaire des inflorescences feuillues est significativement différent de celui des inflorescences sans feuilles et contient un cylindre de xylème central distinct. La zone vasculaire des inflorescences sans feuilles ne représente qu'environ un quart de celle des inflorescences feuillues».

### Stress thermique
Une étude pakistanaise (2004) confirme que les inflorescences sans feuilles sont en pleine floraison plus tôt que les feuillues chez qui l’ovaire est plus lourd 27,75 contre 22,7 mg/ovaire et la nouaison est plus élevée. Les années à hiver froid provoquent des inflorescences sans feuilles. Chez l’oranger doux les feuilles nouvelles sont plus nombreuses de 24 à 19 °C et 27 à 19 °C et plus rares de 18 à 13 °C et 15 à 10 °C. Le calendrier de la floraison joue également un rôle (1984).

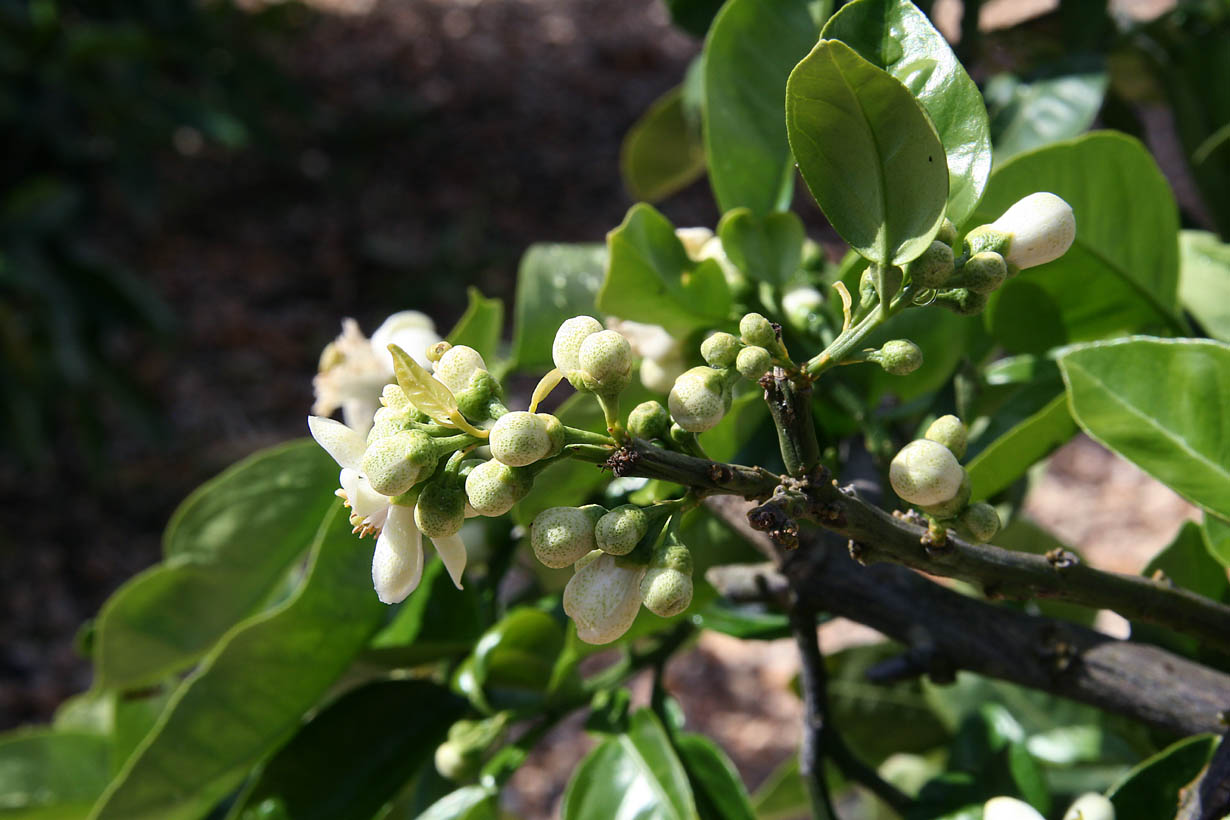
boutons floraux sans feuille chez C. maxima. Taux de nouaison faible, fruits plus petits

### Un phénomène multifactoriel
En 2022, M. Agustí et al. publient une revue détaillée à jour des connaissances, elle énumère les facteurs endogènes et exogènes de contrôle de la floraison : génétique, environnementaux (basses températures et stress hydrique qui agissent sur les mêmes gènes, le stress hydrique contrôlé est utilisé chez le citronnier pour la production du verdello, citron d'été), présence de d’hormones répressives de la floraison (chez les arbres au stade juvénile), niveau des réserves d’hydrates de carbone, rôle de l’azote, et nature du porte-greffe. Ils montrent une liaison feuille-fruit : «Le fruit induit l'activation épigénétique du gène CcMADS19 dans la feuille qui est corrélée à la répression CiFT3 » et une interaction entre le deux.

## Prévention

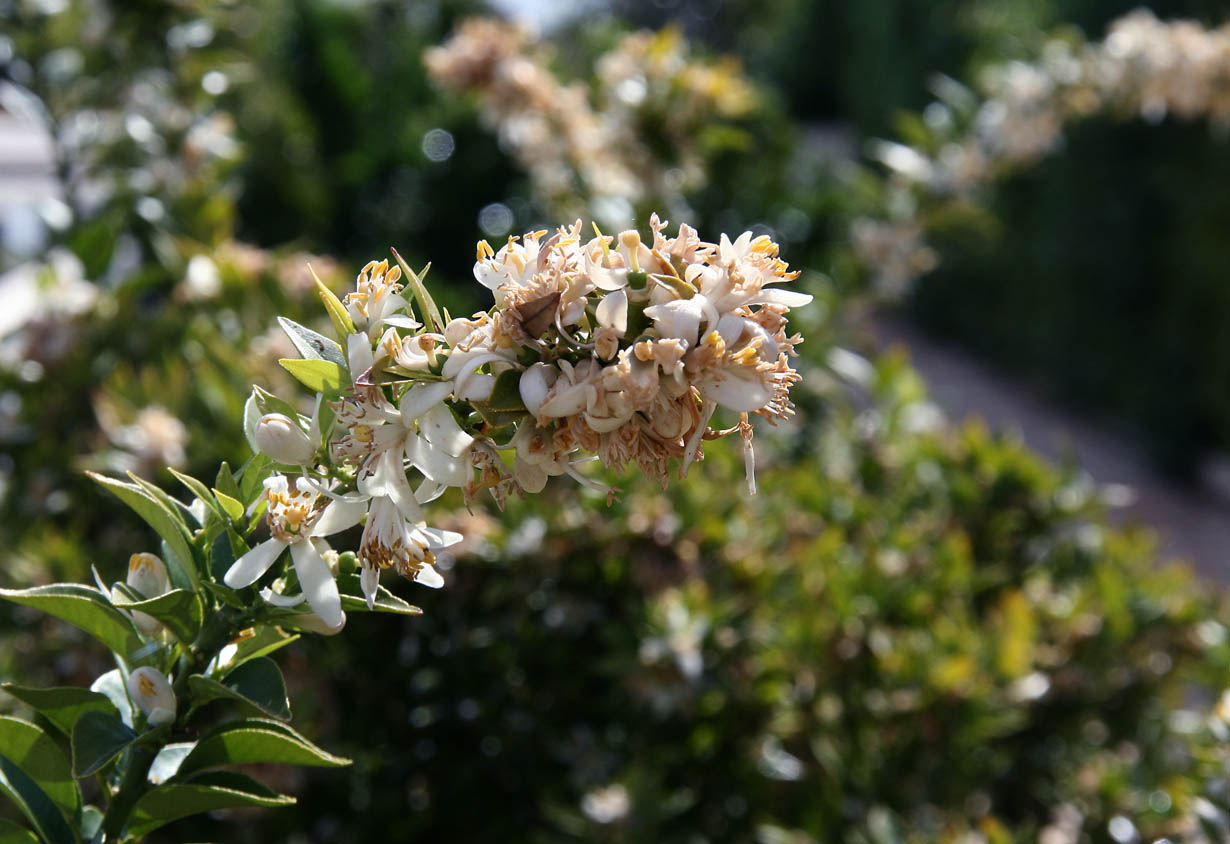
Floraison abondante sur le bois de l'année antérieur, pas de feuilles nouvelles chez Citrus aurantium var. myrtifolia

Sur ce point les auteurs énumèrent les procédés connus de contrôle de la floraison tout en signalant leurs limites sur un processus multifactoriel. « Enfin, les résultats les plus remarquables obtenus avec les régulateurs de croissance des plantes, l'annélation et la taille, pour inhiber ou favoriser la floraison sont présentés pour fournir des techniques capables de contrôler l'intensité de la floraison. Il a été prouvé que certains d'entre eux modifiaient l'expression des gènes de la floraison, bien qu'avec des différences quantitatives qui confirme les limites horticoles pour contrôler la floraison chez Citrus ».
Antérieurement l'application d'acide gibbérellique (ou de composés) était recommandée pour réduire le nombre d'inflorescences sans feuille, elle se fait sur le feuillage peu de temps après le début de floraison.

## Inflorescence sans feuille chez d'autres fruitiers

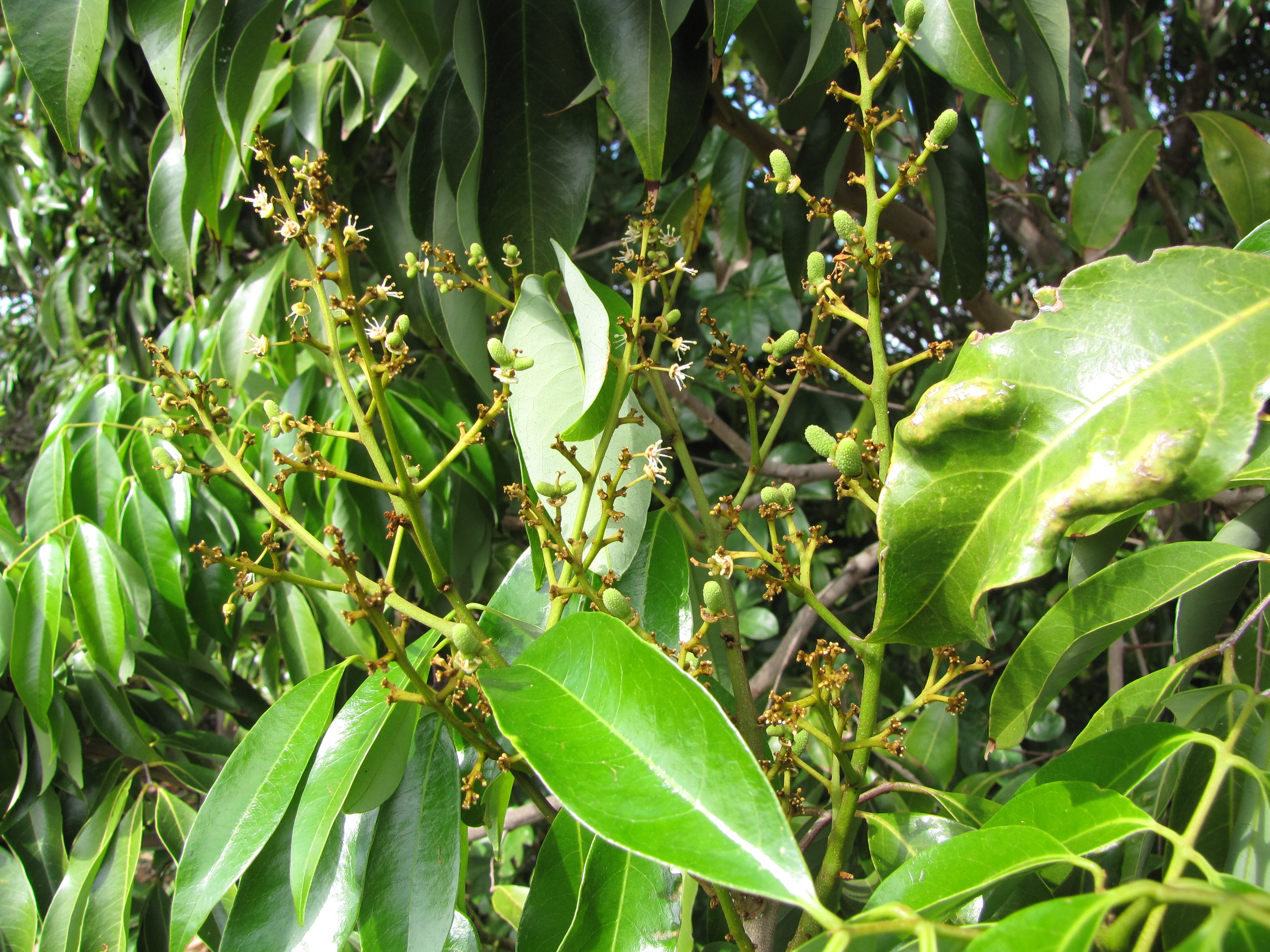
Nouaison chez Litchi chinensis

Les cas cités ci-dessous montrent des résultats opposés à Citrus. Les inflorescences sans feuilles sont les plus productives.

### Litchi
Chez le litchi Yu Her Pau (Litchi chinensis Fils.) les nombres totaux de fleurs, de fleurs femelles et le pourcentage de fleurs femelles dans les inflorescences sans feuilles observé à Chunghua en 2019 étaient nettement plus élevés que celles des inflorescences feuillues. Les inflorescences sans feuilles ont un rendement en fruits par grappe significativement plus élevés à la récolte (sachant qu'il n'y a pas de différence dans le taux de nouaison entre les deux types d'inflorescences).

### Camphrier à petites fleurs
L'influence du climat sur cette espèce menacée (Cinnamomum kanehirae Hayata) a montré que le développement des fruits est inversement corrélé au nombre de feuilles ordinaires proche du fruit. Cet arbre produit 3 types d'inflorescences: sans feuilles, feuillues, et bourgeons attachés aux feuilles. Les premières ont le taux de nouaison le plus élevé et portent le plus grand nombre de fruits.